# Robert Dhéry
Robert Dhéry (La Plaine Saint-Denis, Seine-Saint-Denis megye, Franciaország, 1921. április 27. – Párizs, 2004. december 5.) francia színész, forgatókönyvíró és filmrendező.

## Életpályája
Éveken át cirkuszban dolgozott, majd elvégezte a konzervatóriumot. 1942-től filmezett. 1949-től rendezett filmeket. 1954–1961 között nem szerepelt filmben. 1988-ban filmezett utoljára.
Neve mint egyéni humorú komikusé vált ismertté. Nálunk is ismert, mulatságos alkotása A szép amerikai (1961).

## Magánélete
1942-2004 között Colette Brosset (1922-2007) francia színésznő volt a felesége.

## Filmjei

### Színészként
- Lourdines-i urak (Monsieur des Lourdines) (1943)
- Szerelmek városa (1945)
- Az asszony és a viszonya (Madame et son flirt) (1946)
- Egy éjszaka a Tabarinban (Une nuit à Tabarin) (1947)
- Az utolsó lehetőség kastélya (Le château de la dernière chance) (1947)
- Pieds Nickeles kalandjai (Les aventures des Pieds-Nickelés) (1948) (forgatókönyvíró is)
- Tökéletes bolondok (Métier de fous) (1948)
- Branquignol (1949) (forgatókönyvíró és rendező is)
- A szerelem nem bűn (L'amour n'est pas un péché) (1952)
- Óh, a szép bacchánsnők! (Ah! Les belles bacchantes) (1954) (forgatókönyvíró is)
- A szép amerikai (1961) (forgatókönyvíró és rendező is)
- Mi ketten, meg a ló (1962)
- Hajrá, franciák! (1964) (forgatókönyvíró és rendező is)
- Felmondtam, jöjjön vissza (1968) (forgatókönyvíró és rendező is)
- A kis fürdőző (1968) (forgatókönyvíró és rendező is)
- Három ember egy lovon (Trois hommes sur un cheval) (1969)
- Malevil (1981)
- Béatrice passiója (1987)

### Forgatókönyvíeóként
- A főnöknő (La patronne) (1949) (rendező is)